# Норт-Канзас-Сіті (Міссурі)
Норт-Канзас-Сіті (англ. North Kansas City) — місто (англ. city) в США, в окрузі Клей штату Міссурі. Населення — 4467 осіб (2020).

## Географія
Норт-Канзас-Сіті розташований за координатами 39°8′22″ пн. ш. 94°33′53″ зх. д. / 39.13944° пн. ш. 94.56472° зх. д. (39.139536, -94.564736).  За даними Бюро перепису населення США в 2010 році місто мало площу 12,00 км², з яких 11,38 км² — суходіл та 0,62 км² — водойми.

## Демографія
Згідно з переписом 2010 року, у місті мешкало 4208 осіб у 2361 домогосподарстві у складі 878 родин. Густота населення становила 351 особа/км².  Було 2565 помешкань (214/км²).
Расовий склад населення:
| - 76,8 % — білих - 10,7 % — чорних або афроамериканців - 3,3 % — азіатів - 0,8 % — корінних американців - 0,3 % — вихідців з тихоокеанських островів - 4,7 % — осіб інших рас |

До двох чи більше рас належало 3,5 %. Частка іспаномовних становила 11,5 % від усіх жителів.
За віковим діапазоном населення розподілялося таким чином: 15,8 % — особи молодші 18 років, 67,5 % — особи у віці 18—64 років, 16,7 % — особи у віці 65 років та старші. Медіана віку мешканця становила 39,9 року. На 100 осіб жіночої статі у місті припадало 95,2 чоловіків;  на 100 жінок у віці від 18 років та старших — 93,7 чоловіків також старших 18 років.
Середній дохід на одне домашнє господарство  становив 46 835 доларів США (медіана — 38 930), а середній дохід на одну сім'ю — 56 852 долари (медіана — 48 973). Медіана доходів становила 37 614 долари для чоловіків та 34 221 долар для жінок. За межею бідності перебувало 7,4 % осіб, у тому числі 13,8 % дітей у віці до 18 років та 6,1 % осіб у віці 65 років та старших.
Цивільне працевлаштоване населення становило 2623 особи. Основні галузі зайнятості: освіта, охорона здоров'я та соціальна допомога — 22,9 %, виробництво — 14,3 %, мистецтво, розваги та відпочинок — 12,8 %, роздрібна торгівля — 12,2 %.